# Basidiobolàcies
Els basidiobolomicots (Basidiobolomycota) són una petita divisió o fílum del regne dels fongs. Aquest grup estava anteriorment inclòs a l'ordre Entomophthorales.
Agrupa fongs caracteritzats per presentar exclusivament cèl·lules uninucleades en què els nuclis cel·lulars  són relativament grans i contenen un nuclèol, però no heterocromatina.

## Taxonomia
El fílum Basidiobolomycota, una classe, un ordre, una família, dos gèneres i 11 espècies:
Fílum Basidiobolomycota
- Classe Basidiobolomycetes
  - Ordre Basidiobolales
    - Família Basidiobolaceae
    - Basidiobolus (10 espècies)
    - Schizangiella (1 espècie)